# Hypothèse chinoise (mathématiques)
En théorie des nombres, l'hypothèse chinoise est une conjecture réfutée selon laquelle un entier {\displaystyle n} est premier si et seulement si  {\displaystyle 2^{n}-2} est divisible par {\displaystyle n}, soit {\displaystyle 2^{n}\equiv 2{\bmod {n}}}. S'il est exact que si {\displaystyle n} est premier, alors {\displaystyle 2^{n}\equiv 2{\bmod {n}}} (c'est un cas particulier du petit théorème de Fermat), la réciproque (si {\displaystyle 2^{n}\equiv 2{\bmod {n}}} alors {\displaystyle n} est premier) est fausse, et l’hypothèse dans son ensemble est fausse. Le plus petit contre-exemple est donné par {\displaystyle n} = 341 = 11×31. Les nombres composés {\displaystyle n} pour lesquels {\displaystyle 2^{n}-2} est divisible par {\displaystyle n} sont appelés les nombres de Poulet. Ils constituent une classe particulière de nombres pseudo-premiers de Fermat.

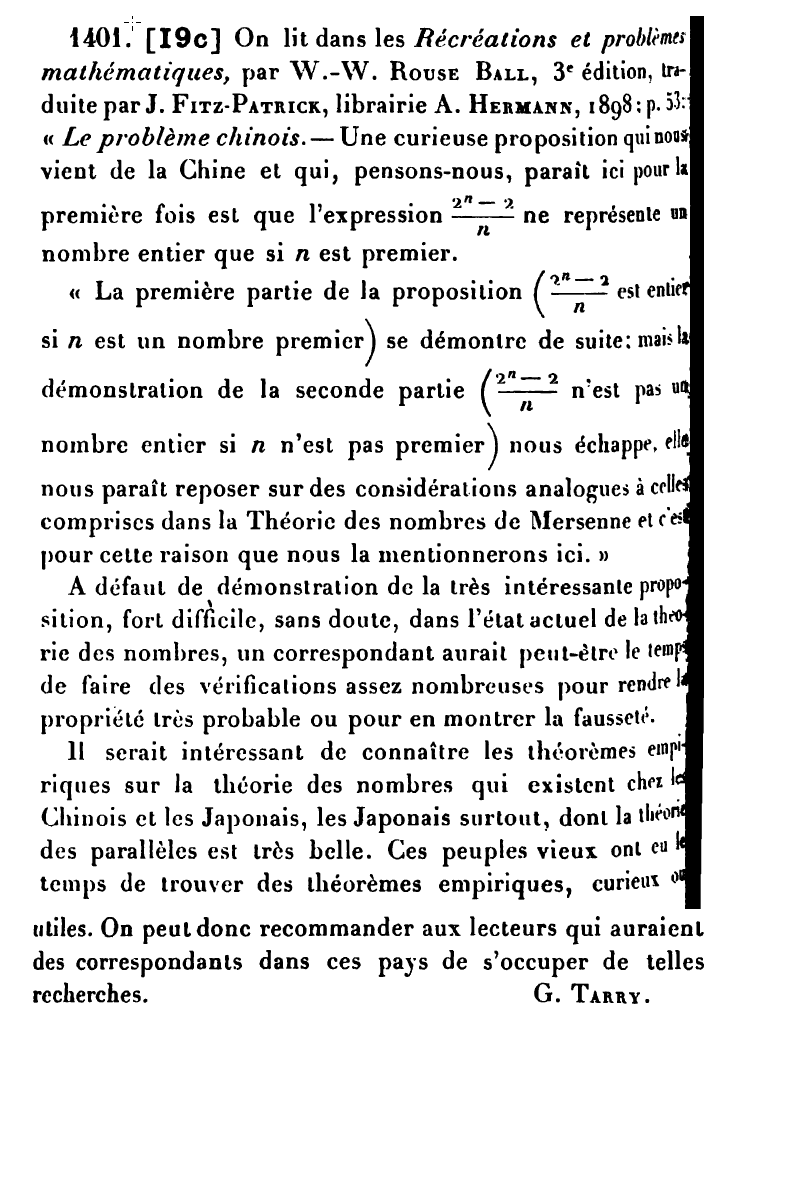
Texte de la question 1401 parue en 1898 dans L'Intermédiaire des mathématiciens tome V, mentionnant le « problème chinois ».

## Historique
Autrefois considérée à tort comme étant d'origine chinoise ancienne (et parfois encore aujourd'hui), l'hypothèse chinoise trouve en réalité son origine au milieu du XIXe siècle dans les travaux de Li Shanlan (1811-1882), mathématicien de la dynastie Qing. Ce dernier a été ensuite informé que sa déclaration était incorrecte et il l'a supprimée de son travail ultérieur, mais cela n'a pas suffi à empêcher la fausse proposition d'apparaître ailleurs sous son nom; une erreur de traduction ultérieure dans un article du mathématicien britannique James Jeans de 1898 a daté la conjecture de l'époque confucianiste et a donné naissance au mythe d'origine antique,.